# Membri della Academy of Social Sciences
La Fellowship of the Academy of Social Sciences (FAcSS) è un riconoscimento attribuito dalla Academy of Social Sciences ad importanti accademici, legislatori e professionisti delle scienze sociali.
I membri (Fellows) erano precedentemente indicati come Academicians, da cui l'acronimo "AcSS". Venne cambiato nel luglio del 2014 per allineare l'Accademia alle altre società di studi britanniche.

## Membri rilevanti della Academy of Social Sciences

### 1999
I primi Fellows (allora noti come Academicians) furono eletti nel 1999. I membri inaugurali includevano:
- Archie Brown
- Ron Johnston
- Susan J. Smith
- John Richard Urry

### 2000
- Andrew Gamble

### 2002
- David N. Livingstone

### 2003
- Nirmala Rao[2]

### 2004
- Tariq Modood

### 2008
- Kelvyn Jones

### 2009
- Anthony Forster

### 2011
- Wendy Larner
- David Buckingham

### 2014
Nel 2014 vennero incluse nell'accademia 34 nuovi membri, fra cui:
- Richard Best, Baron Best
- Peter Buckley
- Jennifer Jenkins
- David Willetts
- Simon Williams

### 2015
Nel 2015 vennero incluse nell'accademia 33 nuovi membri, fra cui:
- Julian Birkinshaw
- Craig Calhoun
- Jane Elliott
- Becky Francis
- Bob Kerslake
- James Nazroo
- Martin Partington
- Stephen Whittle

### 2016
Nel 2016 vennero incluse nell'accademia 84 nuovi membri, fra cui:
- John Appleby
- Madeleine Atkins
- Jo-Anne Baird
- Frances Cairncross
- Nancy Cartwright
- David M. Clark
- Greg Clark
- Diane Coyle
- Mary Daly
- Gillian Douglas
- Peter Fonagy
- Emily Grundy
- Andy Haldane
- David Halpern
- Charles Hulme
- John Kay
- Richard Layard, Barone Layard
- Gus O'Donnell
- Ben Page
- Bridget Rosewell
- Eileen Scanlon
- Mitchell Silver
- Nicholas Stern, Barone Stern di Brentford
- Matthew Taylor
- Anthony Teasdale
- Claire Tyler, Baronessa Tyler di Enfield
- Gary Younge